# Ernst von Weizsäcker
Ernst Freiherr von Weizsäcker (Estugarda, 25 de maio de 1882 - 4 de agosto de 1951) foi um diplomata e político alemão. Atuou como Secretário de Estado do Ministério das Relações Exteriores entre 1938 e 1943 e o embaixador da Alemanha na Santa Sé de 1943 a 1945. Ele era membro da proeminente família Weizsäcker, pai do presidente alemão Richard von Weizsäcker e do físico e filósofo Carl Friedrich von Weizsäcker.
O seu nome não constou dos primeiros elementos levados à justiça no processo de Nuremberga. Apresentou-se às autoridades aliadas, tendo sido preso pelos norte-americanos em julho de 1947 e conduzido a Nuremberga. O seu nome foi incluído no processo da Wilhelmstrasse (nome dado por metonímia à sede do ministério dos negócios estrangeiros da Alemanha em Berlim, de 1871 a 1945). Foi condenado em 14 de abril de 1949 a sete anos de prisão por crimes contra a humanidade, pela sua participação na deportação de judeus franceses para Auschwitz. Foi liberado aquando de uma amnistia geral em 1950; na prisão, escreveu as suas memórias, na qual se afirmou como resistente ao regime nazi.